# 埃俄羅斯山
77°29′S 161°16′E / 77.483°S 161.267°E
埃俄羅斯山（Mount Aeolus），是南極洲的山峰，位於維多利亞地的斯科特海岸，處於玻瑞阿斯山和赫爾克里士山之間，屬於奧林匹斯山脈的一部分，海拔高度超過2,000米，由威靈頓維多利亞大學命名，現時由南極條約體系管理。